# G'olé! (album)
G'olé! è un album del tastierista britannico Rick Wakeman, pubblicato dalla Charisma nel 1983.

## Descrizione
Contiene le musiche composte e registrate da Wakeman per la colonna sonora del film G'olé! (1983), documentario ufficiale del campionato mondiale di calcio 1982, diretto da Tom Clegg.

## Tracce
Musiche di Rick Wakeman.
Lato A
1. International Flag – 2:12
2. The Dove – 2:36
3. Wayward Spirit – 3:20
4. Latin Reel (Theme from G'olé) – 2:44
5. Red Island – 5:04
6. Spanish Holiday – 2:43

Lato B
1. No Possibla – 2:54
2. Shadows – 3:38
3. Black Pearls – 2:52
4. Frustration – 3:10
5. Spanish Montage – 2:46
6. G'olé – 2:54

## Formazione
- Rick Wakeman – pianoforte, sintetizzatori, clavicembalo, celesta
- Jackie McAuley – chitarra acustica
- Mitch Dalton – chitarra classica (traccia 11)
- Tony Fernandez – batteria, percussioni